# Показващо устройство
Показващо устройство е изходно устройство, предназначено за представяне на информация във визуален или осезаем начин (например в изходни устройства за слепи). Когато предаването на информация включва електронен сигнал устройството се нарича електронен дисплей.
Те се срещат често в телевизори и монитори.

## Сегментирани дисплей устройства
Някои сдиспеи показват само цифри или азбучни символи. Те се наричат сегментирани диспеи, защото са съставени от няколко сегмента които се включват и изключват за да създадат представа за желания сумвол. Сегментите обикновено са светодиоди или течнокристален дисплей. Обикновено се използват за дигитални часовници или джобни калкулатори.
Има няколко типа:
- Седем сегментни диспеи (най-популярни и изобразяват само цифри)
- Четиринадесет сегментни дисплеи
- Шестнадесет сегментни дисплеи
- HD44780 LCD контролер a widely accepted protocol for LCDs.

### Технологии включени в сегментните диплеи
- Нажежаема крушка
- Студен катод
- Светодиоди
- Течно-кристален дисплей

## Плоски дисплеи
Плоските дисплеи навлизат масово в потребителските електронни устройства след 2010 г.

### Технологии
- Светодиоден дисплей
- Плазмен дисплей
- Течнокристален дисплей
- OLED дисплеи
- множество експериментални технологии

### Приложения
- Телевизори
- Компютърни Монитори
- Очила за виртуална реалност
- Медицински монитори

## Триизмерни дисплеи
- Холограмни дисплеи
- Лазерни дисплеи
- Обемни дисплеи

## Механични дисплеи
- Телеграфен дисплеи
- Обратими дисплеи

## История
В историята на технологията на дисплеите са използвани множество устройства и технологии.